# Эсадзе, Резо Парменович
Резо Парменович Эсадзе (груз. რეზო ესაძე; 18 февраля 1934 — 18 апреля 2020) — советский и грузинский киноактёр, кинорежиссёр и сценарист. Заслуженный деятель искусств Грузинской ССР (1980).

## Биография
Родился 18 февраля 1934 года в селе Шемокмеди, Грузия.
Член КПСС с 1954 года. В 1956 году окончил физико-математический факультет Тбилисского университета по специальности «геофизика». В 1964 году окончил режиссёрский факультет ВГИКа (мастерская М. Ромма).
В 1956—1958 годах — преподаватель физики и астрономии в школе, младший научный сотрудник астрофизической станции Тбилисского университета. С 1966 года — режиссёр киностудии «Ленфильм», с 1972 года — киностудии «Грузия-фильм». Руководитель студии «+1» (Грузия).
В 2019 году Резо Эсадзе был удостоен именной звезды перед кинотеатром «Руставели», которую открывал лично Бидзина Иванишвили.
Умер 18 апреля 2020 года в Тбилиси.

## Семья
Дети: Теймураз Эсадзе, драматург, режиссёр театра и кино.
Константин Эсадзе, кинооператор.
Мамука Эсадзе, художник.

## Фильмография

### Актёр
- 1963 — Пока жив человек — посетитель в больнице
- 1971 — Красный дипломат. Страницы жизни Леонида Красина — хозяин художественного салона
- 1975 — Любовь с первого взгляда — Барахалов, уличный актёр
- 1976 — Городок Анара — Варлам
- 1980 — Из жизни отдыхающих — фотограф
- 1981 — Тифлис-Париж и обратно — Гио
- 1982 — Свадебный подарок — Гиви
- 1984 — Нет худа без добра
- 1984 — Покаяние — Аполлон
- 1986 — Нейлоновая ёлка
- 1987 — Время нашего детства («Прощание»)
- 1988 — Дорогое удовольствие — Савелий Викторович (начальник на работе Люси)
- 1991 — Ласточки и воробьи
- 1993 — Леонардо
- 2006 — Волкодав из рода Серых Псов — Иллиад
- 2015 — Апокалипсиса не будет / Apocalypse Will Not Happen  — профессор

### Режиссёр
- 1962 — Однажды (к/м)
- 1964 — Фро (к/м)
- 1967 — Четыре страницы одной молодой жизни
- 1970 — Секундомер
- 1973 — Щелчки
- 1975 — Любовь с первого взгляда
- 1981 — Мельница на окраине города
- 1982 — Свадебный подарок
- 1986 — Нейлоновая ёлка
- 2005 — Крыша или Незаконченный материал фильма
- 2016 — Месяц, как один день

### Сценарист
- 1981 — Мельница на окраине города
- 1986 — Нейлоновая ёлка
- 1989 — Торжество
- 2004 — Кров

## Награды
- Заслуженный деятель искусств Грузинской ССР (1980).
- Премия комсомола Грузии (1982).
- Орден Чести (1995)[4].
- Государственная премия Грузии имени Шота Руставели (2006)[4].
- XVII Тбилисский международный кинофестиваль (2016) — приз за лучший полнометражный художественный фильм («Месяц, как один день»)[5]